# Mandinka (taal)
Het Mandinka (Mandi'nka kango) is een Mandétaal gesproken door de Mandinka in Mali, Senegal, Gambia, Guinee-Conakry, Ivoorkust, Burkina Faso, Sierra Leone, Liberia, Guinee-Bissau en Tsjaad. Het is de voornaamste taal van Gambia.
Het behoort tot de tak van de Mandingtalen van de Mandétalen, en is aldus redelijk gelijkend op Bambara en Maninka of Malinké. In een merendeel van de gebieden waar het wordt gesproken is het een toontaal met twee tonen: laag en hoog, hoewel de particuliere variant die wordt gesproken in Gambia en Senegal aanleunt bij het gebruik van een stoottoon en sleeptoon omwille van het feit dat er ook niet-toontalen worden gesproken in deze landen zoals Wolof.